# Cantharellus nothofagorum
Cantharellus nothofagorum é uma espécie de fungo pertencente à família Cantharellaceae.